# Arthur Porritt
Sir Arthur Espie Porritt, barone Porritt (Wanganui, 10 agosto 1900 – Londra, 1º gennaio 1994), è stato un politico, militare, chirurgo e velocista neozelandese.
È stato medaglia di bronzo ai Giochi olimpici di Parigi 1924 nei 100 metri piani. Tra il 1967 e il 1972 fu governatore generale della Nuova Zelanda, sotto il regno di Elisabetta II.

## I primi anni
Porritt nacque da Ivy Elizabeth McKenzie e dal medico Ernest Edward Porritt. La madre morì nel 1914, quando lui aveva solo quattordici anni e frequentava il primo anno alla Wanganui Collegiate School. Il padre partì poco dopo per servire il suo paese durante la prima guerra mondiale.
Nel 1920 iniziò a studiare medicina presso l'Università di Otago, risiedendo presso il Selwyn College e coprendo la carica di presidente dell'associazione studentesca del college stesso. Grazie a una borda di studio vinta nel 1923, tra il 1924 e il 1926 proseguì i suoi studi in medicina presso il Magdalen College di Oxford.

## Carriera sportiva
Nel 1924 rappresentò la Nuova Zelanda ai Giochi olimpici di Parigi, dove conquistò la medaglia di bronzo sui 100 metri piani con un tempo di 10"8. La gara fu vinta dal britannico Harold Abrahams e questa gara fu ripresa nel film del 1981 Momenti di gloria, ma il nome di Porritt fu cambiato in "Tom Watson".
Durante la stessa Olimpiade prese parte anche alla gara dei 200 metri piani, ma non superò le semifinali.
Fu portabandiera della Nuova Zelanda sia a Parigi 1924, sia ad Amsterdam 1928, ma a causa di un infortunio, in quest'ultima Olimpiade dovette rinunciare a correre i 100 metri.
Dopo il ritiro dall'atletica leggera, Porritt divenne team manager della Nuova Zelanda ai Giochi dell'Impero Britannico del 1934 e ai Giochi olimpici di Berlino 1936.
Dal 1934 al 1967 fu membro del Comitato Olimpico Internazionale, mentre dal 1961 al 1967 fu il primo presidente della Commissione Medica del CIO.
Dal 1950, con i Giochi dell'Impero Britannico di Auckland, al 1966, con quelli di Kingston, fu presidente della British Empire and Commonwealth Games Federation.

### Palmarès
| Anno | Manifestazione  | Sede   | Evento          | Risultato    | Prestazione | Note |
| ---- | --------------- | ------ | --------------- | ------------ | ----------- | ---- |
| 1924 | Giochi olimpici | Parigi | 100 metri piani | Bronzo       | 10"8        |      |
| 1924 | Giochi olimpici | Parigi | 200 metri piani | elim. semif. | 22"6        |      |

## Carriera militare e medica
Nel 1926 divenne chirurgo presso il St Mary's Hospital di Londra e successivamente, nello stesso anno, fu nominato chirurgo del principe di Galles, il futuro re Edoardo VIII del Regno Unito.
L'8 marzo 1940 Porritt divenne tenente del Royal Army Medical Corps: fu dapprima in servizio in Francia, fino alla battaglia di Dunkerque che vide la ritirata del corpo di spedizione britannico; successivamente fu mandato in Egitto per operare i feriti gravi della campagna del Nordafrica; fu infine tra i militari che parteciparono allo sbarco in Normandia il 6 giugno 1944.
Nel 1943 gli fu concesso temporaneamente il grado di tenente colonnello, passando a quello di colonnello l'anno successivo. Il 18 dicembre 1943 fu nominato consulente chirurgo con il grado di generale di brigata. Poco dopo, il 1º settembre 1945, abbandonò questa carica e il grado di generale di brigata. Concluse la sua carriera militare nel settembre del 1956, con il grado onorario di colonnello del Territorial Army.
Dal 1946 al 1952 fu medico personale di re Giorgio VI e Serjeant Surgeon per la regina Elisabetta II fino al 1967.
Porritt fu due volte presidente della Hunterian Society e nel 1960 divenne presidente della British Medical Association e, fino a 1963, del Royal College of Surgeons of England, prima persona a ricoprire queste due cariche contemporaneamente.
Nel 1966 fu eletto presidente della Royal Society of Medicine, ma restò in carica solo un anno, in quanto nel 1967 fece ritorno in Nuova Zelanda.

## Carriera politica
Tornò in Nuova Zelanda nel 1967 per essere nominato dalla regina, su proposta del primo ministro Keith Holyoake, undicesimo governatore generale della Nuova Zelanda. Per la prima volta a ricoprire la carica fu una persona nata in Nuova Zelanda. Il suo mandato risultò molto importante per la storia costituzionale neozelandese: tutti i suoi successori saranno infatti nativi dell'isola.

## Onorificenze
Il 25 gennaio 1963 Sir Arthur Porritt fu creato baronetto di Hampstead. Quando fu elevato alla paria a vita il 5 febbraio 1973, scelse di onorare la sua città natale e fu creato Barone Porritt di Wanganui e Hampstead.